# Benito Mussolini

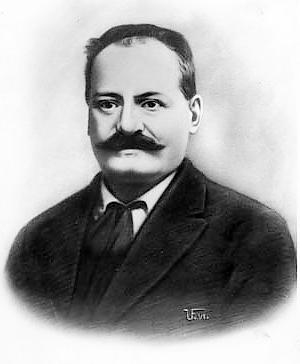
Alessandro Mussolini, ojciec Benita.

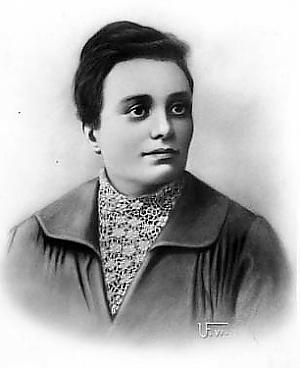
Rosa Maltoni, matka Benita.

Benito Amilcare Andrea Mussolini (wym. [beˈni:to mus:oˈli:ni]; ur. 29 lipca 1883 w Dovia di Predappio, zm. 28 kwietnia 1945 w Giulino di Mezzegra) – włoski polityk i dziennikarz początkowo socjalistyczny, główny założyciel i przywódca ruchu faszystowskiego; premier Włoch w latach 1922–1943, później do 1945 dyktator Włoskiej Republiki Socjalnej.
W 1943 roku został odsunięty od władzy, utworzył później satelicki względem Niemiec rząd rezydujący w północnej części kraju. W 1945 roku został schwytany przez antyfaszystowskich włoskich partyzantów i rozstrzelany.

## Wczesne lata

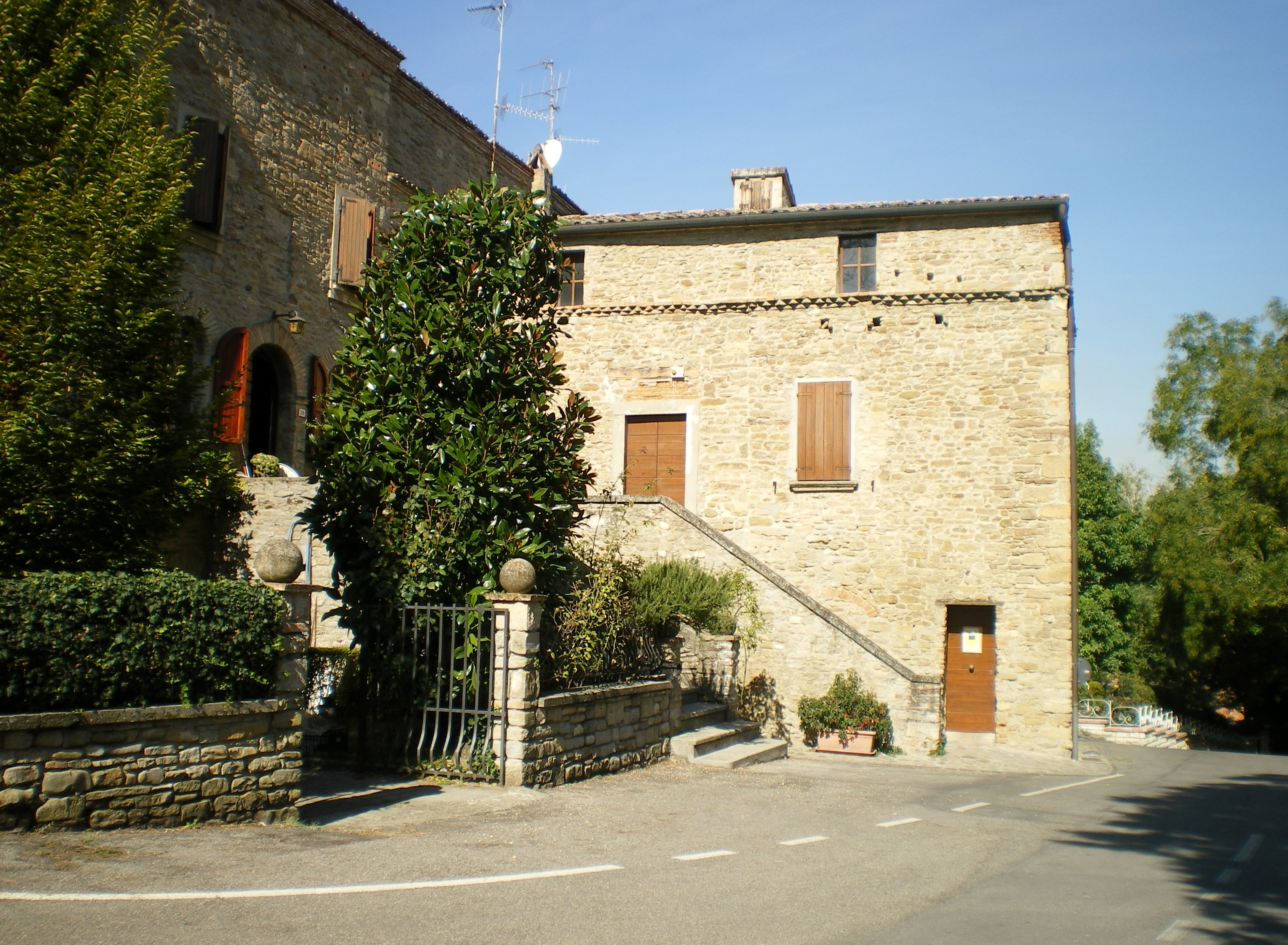
Miejsce urodzin Mussoliniego, obecnie muzeum

Benito Mussolini urodził się 29 lipca 1883 w Dovia di Predappio, w gminie Forlì, w regionie administracyjnym Emilia-Romania jako syn Alessandra Mussoliniego i Rosy Maltoni. Był najstarszym z trojga rodzeństwa. Matka była nauczycielką, ojciec – kowalem i socjalistycznym aktywistą. To on zdecydował o imionach nadanych Mussoliniemu – Benito na cześć Benita Juáreza (Indianina, który został prezydentem Meksyku); Amilcare i Andrea na cześć włoskich socjalistów Amilcarego Ciprianiego i Andrei Costy, natomiast młodszy brat Benita Mussoliniego otrzymał imię Arnaldo na cześć Arnolda z Brescii (księdza i powstańca, który doprowadził do wypędzenia papieża z Rzymu). Żona Alessandra nie podzielała jego poglądów politycznych. Była praktykującą katoliczką.
Początkowo uczył się pod kierunkiem matki. W wieku 10 lat został oddany przez matkę do szkoły w Predappio, a rok później do gimnazjum oo. salezjanów w Faenzy, przy niechętnej postawie ojca. Wczesne poglądy polityczne Benita Mussoliniego zostały silnie ukształtowane pod wpływem poglądów ojca. 8 lipca 1901 ukończył studia w Instytucie Nauczycielskim w Forlimpopoli, uzyskując uprawnienia nauczyciela szkół elementarnych. Wkrótce również podjął pracę jako nauczyciel. 9 lipca 1902 roku wyjechał do Szwajcarii.
W Szwajcarii pracował m.in. jako kamieniarz czy asystent rzeźnika, ale nie mógł znaleźć stałej pracy. W tym okresie uczył się języka francuskiego i języka niemieckiego. Podczas pobytu w Lozannie i Genewie był aktywnym działaczem socjalistycznym, dorabiał, pisząc artykuły dla czasopisma „Przyszłość Robotnika” (wł. „L’Avvenire del Lavoratore”).
Pod koniec 1904 roku król Włoch ogłosił amnestię dla osób, które unikały służby wojskowej. Podczas swojego pobytu na emigracji Mussolini zignorował wezwanie do wojska, groziło mu z tego powodu więzienie. Dzięki amnestii mógł bezpiecznie wrócić do Włoch pod warunkiem odbycia służby wojskowej. Służbę wojskową odbył w formacji piechoty. Po zwolnieniu z wojska w 1906 roku ponownie podjął pracę jako nauczyciel w miejscowości Oneglia w Ligurii.

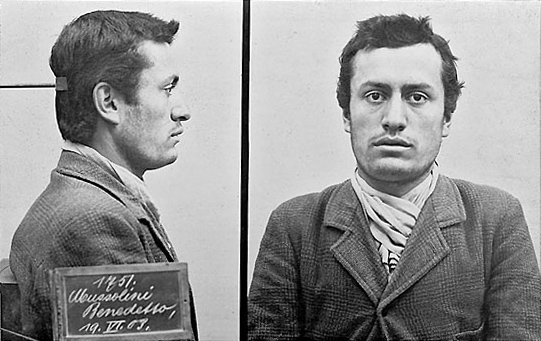
Benito Mussolini – zdjęcie ze szwajcarskiej kartoteki policyjnej, wykonane w 1903 po aresztowaniu za brak dokumentów

## Działalność socjalistyczna i konflikt z socjalistami

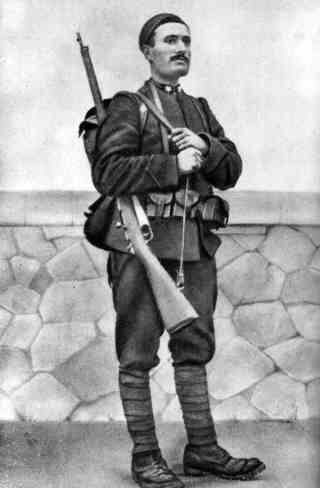
Benito Mussolini w 1917

W 1909 przeniósł się na krótko do austriackiego wówczas Trydentu, gdzie rozwijał działalność publicystyczną o charakterze socjalistycznym i antyaustriackim. Pracował dla lokalnej partii socjalistycznej i współredagował jej organ „L’Avvenire del Lavoratore” („Przyszłość robotnika”). Dał się poznać jako doskonały mówca, organizator i zdolny dziennikarz. W tym czasie nawiązał również kontakt z socjalistycznym politykiem i dziennikarzem Cesare Battistim i zgodził się redagować jego gazetę „Il Popolo” („Lud”). Battisti wydał również powieść Mussoliniego pt. Claudia Particella, l’amante del cardinale (Kochanka kardynała). W październiku 1909 władze austriackie deportowały Mussoliniego z powrotem do Włoch.
Po powrocie zamieszkał w miejscowości Forli, gdzie został redaktorem socjalistycznego pisma „La Lotta di Classe” („Walka klas”), przemawiał także na wiecach socjalistycznych. Należał do radykalnej frakcji w partii, sprzeciwiał się reformistycznym nurtom socjaldemokracji, uważał, że demokracja parlamentarna nie jest skuteczną formą walki o interesy robotników. Głosił konieczność rewolucji. Duży wpływ na jego poglądy wywarli Vilfredo Pareto i Georges Sorel. W tym okresie był też przeciwny wojnie włosko-tureckiej o Libię. Na łamach swojej gazety opublikował artykuły wzywające do strajku generalnego, by zapobiec wojnie. Apele Mussoliniego spowodowały gwałtowną reakcję rządu, przyszły dyktator został aresztowany na kilka miesięcy.
Aresztowanie i artykuły potępiające wojnę przysporzyły mu jednak sławy w partii. Podczas kongresu Włoskiej Partii Socjalistycznej wygłosił płomienną mowę przeciwko wojnie i wzywał do wykluczenia umiarkowanych socjalistów z partii. Przemówienie wzbudziło entuzjazm, w konsekwencji 8 lipca 1912 roku został wybrany do zarządu partii. Na początku grudnia 1912 roku przeniósł się z Forli do Mediolanu i objął stanowisko redaktora naczelnego głównego pisma socjalistów „Avanti” („Naprzód”). Przyczynił się do potrojenia nakładu dziennika.
28 lipca 1914 roku wybuchła I wojna światowa. Większość Włochów i większość socjalistów była przeciwna przystąpieniu Włoch do wojny. Tymczasem Mussolini 18 października 1914 roku opublikował na łamach „Avanti” artykuł popierający przystąpienie Włoch do wojny po stronie Ententy, kiedy jeszcze w sierpniu i wrześniu występował przeciwko wojnie. Publikacja artykułu wbrew stanowisku partii wywołała skandal. Mussolini został zwolniony ze stanowiska redaktora naczelnego pisma i wykluczony z partii socjalistycznej, po czym zupełnie odseparował się od lewicowych towarzyszy. Okazało się, że na zmianę jego poglądu wobec wojny miały wpływ pieniądze z Francji, które otrzymywał za pośrednictwem francuskich socjalistów. Stopniowo z socjalisty Mussolini stał się „największym wrogiem lewicy” i reprezentantem „nowej odmiany europejskiej prawicy”.
Wkrótce po zwolnieniu z „Avanti”, już jako „socjalistyczny apostata”, założył własne pismo o nastawieniu lewicowo-nacjonalistycznym: „Il Popolo d’Italia” z siedzibą w Mediolanie. Na łamach pisma propagował przystąpienie Włoch do wojny po stronie Ententy, atakował także socjalistów za internacjonalizm i niechęć do wojny. Pismo było w tajemnicy finansowane przez ambasady Anglii i Francji, którym zależało na dołączeniu Włoch do wojny. Mussolini nawiązał kontakty z zamożnymi właścicielami ziemskimi, którym zależało na przeciągnięciu dawnych sympatyków lewicy do obozu nacjonalistycznego. W przekazywaniu pieniędzy francuskich uczestniczył socjalista Jules Guesde, minister w również socjalistycznym rządzie Vivianiego. We Włoszech wsparcia udzielili przemysłowcy (przemysł żelazny i cukrowniczy) za pośrednictwem Filippo Naldiego, redaktora prawicowego dziennika „Il Resto del Carlino”, a także producenci broni.
W styczniu 1915 roku zainicjował ultranacjonalistyczną organizację Fasci d’Azione Rivoluzionaria. Jego poglądy dryfowały wówczas w stronę prawicy; były połączeniem myśli nacjonalistycznej, rewolucyjnej i socjalnej. Grupa agitowała na rzecz uczestnictwa Włoch w wojnie i dążyła do ograniczenia wpływów parlamentu.
W sierpniu 1915 roku, gdy Włochy dołączyły już do wojny po stronie Ententy, Mussolini otrzymał powołanie do wojska. Walczył w dolinie rzeki Isonzo. Podczas walk zaraził się tyfusem. 23 lutego 1917 został ranny odłamkiem pocisku moździerzowego. Po dwudziestu siedmiu operacjach medycznych został zwolniony do domu w sierpniu 1917.
Po powrocie do Mediolanu nadal wydawał swoją gazetę „Il Popolo d’Italia”, jednocześnie skupiając wokół siebie grupę kombatantów. W tym okresie nie określał się na ogół mianem socjalisty, a jeśli już to czynił, to nazywając się socjalistą „narodowym” albo „antymarksistowskim”. Krytykował demokrację, nawoływał do stworzenia dyktatury. Potępiał rewolucję październikową, uznając ją za krwawe rządy terroru – jego zdaniem bolszewicy byli mordercami i należało chronić Włochy przed ich rządami. Jednocześnie budując później państwo faszystowskie odwoływał się do dokonań Lenina (choć zdecydowanie sprzeciwiał się komunistycznemu modelowi gospodarczemu).

## Narodziny faszyzmu
Po zakończeniu I wojny światowej państwo włoskie było wyniszczone i zadłużone, korzyści z przyłączenia się do aliantów były mizerne. Panowała hiperinflacja, a zarobki robotników pozostawały niskie. Po demobilizacji liczącej 3 mln żołnierzy armii bezrobocie wzrosło do 2 mln osób. Podczas wojny władze obiecywały podwyżki, gdy wojna się zakończy. Po zakończeniu wojny sytuacja uległa jednak raczej pogorszeniu niż polepszeniu, robotnicy i chłopi czuli się oszukani. W kraju rosło niezadowolenie społeczne, nasilały się nastroje rewolucyjne. Codziennością stały się strajki i demonstracje. W 1919 roku doszło do 1663 strajków, w których uczestniczyło ponad milion robotników. Doszło także do 208 strajków rolników, w których wzięło udział około pół miliona chłopów. W 1920 roku miało miejsce 1881 strajków przemysłowych i 189 strajków rolników. Okres ten został nazwany biennio rosso (czerwone dwa lata).
W lutym 1919 roku na terenie Włoch powstawały tzw. związki kombatanckie (wł. Fasci di combattimento), złożone z powracających z frontu żołnierzy. Słowo fasci (liczba mnoga) oznaczało wówczas po włosku związek lub liga. Od końca XIX wieku różnego rodzaju fasci były organizowane przez związki zawodowe lub chłopów, przykładem są Fasci Siciliani, stowarzyszenie chłopów na Sycylii działające w latach 1895–1896. 23 marca 1919 roku Mussolini wezwał przedstawicieli fasci, by założyć nową organizacje zrzeszającą istniejące związki pod nazwą Fasci Italiani di Combattimento, które sam określił mianem skrajnej prawicy. W zebraniu założycielskim w sali klubu Koła Przemysłowo-Handlowego w Mediolanie wzięło udział około 200 osób.
Uczestnicy zebrania założycielskiego nowej organizacji wywodzili się z czterech grup:
- rewolucyjni syndykaliści,
- kilku socjalistów, którzy, tak jak Mussolini, stali się nacjonalistami,
- Filippo Tommaso Marinetti i grupa futurystów,
- i przede wszystkim weterani wojenni pochodzący z jednostek specjalnych armii włoskiej, nazywani arditi (dzielni)[43], liderem tej grupy był Ferruccio Vecchi[44].

Arditi podczas wojny i po jej zakończeniu nosili czarne koszule symbolizujące śmierć.
Symbolem organizacji stał się fasces.
Wydarzeniem, które wywarło duży wpływ na ówczesnych nacjonalistów, było przejęcie miasta Fiume przez poetę Gabriele D’Annunzio. D’Annunzio okupował miasto przez kilkanaście miesięcy, tworząc na jego terenie swoisty twór państwowy. D’Annunzio nie był wówczas związany z Mussolinim, ale to właśnie jego grupa podczas okupacji Fiume propagowała elementy, które później stały się częścią faszystowskiej estetyki, takie jak powitanie poprzez salut rzymski, umundurowanie (czarne koszule), marsze wojskowe, spektakularne wiece partyjne. Z czasem stronnicy Mussoliniego dołączyli do akcji. Okupacja Fiume pokazała też jaskrawo słabość włoskiego rządu, który przez kilkanaście miesięcy obawiał się zająć okupowane przez D’Annunzia miasto. 
Organizacja Mussoliniego wystartowała w wyborach w listopadzie 1919 roku. Poniosła jednak klęskę, zdobyła jedynie 5000 głosów w Mediolanie, Mussolini nie dostał się do parlamentu. Pod koniec 1919 roku ugrupowanie miało tylko 870 członków. Początkowo Związki Kombatanckie podnosiły jeszcze postulaty natury socjalnej. Po porażce wyborczej zupełnie z tego zrezygnowano, na dobre pozbywając się haseł budzących skojarzenia z socjalizmem. Lewicujące elementy w ruchu faszystowskim poddano czystkom. Nowy kierunek faszyzmu był bardziej wolnorynkowy, co nie wynikało ze zliberalizowana światopoglądu Mussoliniego jako takiego, tylko z jego pragmatyzmu (przyszły dyktator pozostawał przeciwnikiem demokracji i zwolennikiem rozwiązań rewolucyjnych).
W kolejnych latach faszyści zyskiwali na znaczeniu. Pod koniec 1920 roku Fasci posiadało już 20 000 członków, a w maju 1921 roku już ponad 187 000 członków. Wzrost znaczenia faszyzmu wynikał z tego, że był on postrzegany jako skuteczna forma obrony przed socjalistami. W połowie 1920 doszło do kulminacji fali strajków i zwycięstw socjalistów w lokalnych wyborach. Bojówki faszystowskie rozpoczęły ataki na organizacje socjalistyczne i władze lokalne. Ich ataki często były skuteczne, aktywność socjalistów stawała się ograniczona, w efekcie faszyści zyskiwali poparcie tych grup, które obawiały się dominacji socjalistów (głównie klas średnich i wyższych, zwłaszcza przemysłowców). Przykładem może być sytuacja w Bolonii, gdzie w 1919 roku socjaliści wygrali wybory do rady miasta (zdobyli aż 63% głosów). W 1920 roku doszło tam do utworzenia 300-osobowej bojówki faszystowskiej na żądanie lokalnej organizacji przemysłowców, handlowców i zamożniejszych rolników. Deklarowanym celem bojówki było zapewnienie porządku i ochrona własności podczas strajków i zamieszek robotniczych. W listopadzie 1920 roku bojówka faszystowska wywołała zamieszki, zaatakowała budynek, gdzie urzędowała socjalistyczna rada miasta. W efekcie w mieście zawieszono władze lokalne i wprowadzono zarząd komisaryczny.
Na ulicach włoskich miast i miasteczek dochodziło do regularnej wojny pomiędzy socjalistami i faszystami. Według szacunków historyków w latach 1919–1922 na skutek przemocy politycznej zginęło około 900 członków organizacji lewicowych i 428 faszystów. Według innej statystyki przez cały rok 1920 i połowę 1921 roku z powodu przemocy politycznej zginęło około 500 osób, a około 2000 osób odniosło rany. Przykładowo w czerwcu 1922 roku grupa faszystów pod wodzą Italo Balbo dokonała rajdu od Rimini do miejscowości Bertinoro, podpalając i niszcząc po drodze wszystkie lokale, w których mieszkali lub gromadzili się sympatycy socjalistów. W wielu regionach kraju władze lokalne i policja sympatyzowały z faszystami i wręcz zaopatrywały ich w broń. Faszyści otrzymywali także hojne wsparcie finansowe i materialne od banków, korporacji, przemysłowców, organizacji przedsiębiorców i właścicieli ziemskich. Związki Kombatanckie oficjalnie potępiły socjalistyczne i komunistyczne postulaty  upaństwowienia ziemi oraz kolektywizacji wsi, a także atakowały spółdzielnie rolnicze.
W maju 1921 roku premier Włoch Giovanni Giolitti zaprosił przedstawicieli faszystów na listy swojej prawicowej koalicji wyborczej, grupującej także liberałów. Lista rządowa zdobyła 48% głosów, Mussolini odniósł sukces w Mediolanie, gdzie zdobył około 200 000 głosów. Faszyści zdobyli w sumie około 7% mandatów w parlamencie, dla porównania socjaliści uzyskali 24,7% mandatów w parlamencie. Faszyści byli wówczas popierani przede wszystkim przez drobnych przedsiębiorców, profesjonalistów z klasy średniej i właścicieli ziemskich. Walczyli o ten sam elektorat głównie z katolicką Partito Popolare Italiano. Poparcie dla nich było znacznie słabsze wśród robotników, którzy wciąż popierali lewicę, głównie socjalistów.
W listopadzie 1921 na bazie fasci Mussolini utworzył Narodową Partię Faszystowską. Program partii postulował ograniczenie roli demokracji, pochwałę rządów silnej ręki, budowę silnego państwa, najważniejszymi wartościami były porządek, hierarchia i dyscyplina. Postulowano, by państwo służyło narodowi i budowało potęgę narodu. Naród był określany jako wartość najwyższa, nadrzędna nad dobrem jednostki. W kwestiach ekonomicznych partia postulowała ograniczenie wydatków państwa, zmniejszenie długu publicznego, zagwarantowanie wolnego handlu, wprowadzenie 8-godzinnego dnia pracy. W przemówieniu na zjeździe partii Mussolini stwierdził:
W kwestiach ekonomicznych jesteśmy liberałami, ponieważ uważamy, że gospodarka narodowa nie może być powierzona kolektywnym lub rządowym i biurokratycznym organizacjom.
Nowo powołana partia liczyła sobie 220 000 członków, z czego większość mieszkała na północy Włoch. Około połowa członków partii należała do bojówek.

## Przejęcie władzy i polityka wewnętrzna
28 października 1922 Mussolini zorganizował tak zwany marsz Czarnych Koszul, w którego wyniku został mianowany przez króla Wiktora Emanuela III premierem rządu. Siły porządkowe i wojsko z łatwością mogłyby zatrzymać, a nawet pokonać w walce siły faszystów, jednak król przestraszył się możliwości rozlewu krwi i wybuchu wojny domowej. Mussoliniemu została powierzona teka premiera.
Pierwsze lata rządów Mussoliniego jako premiera charakteryzowały się działaniem koalicji rządowej złożonej z nacjonalistów, liberałów i populistów, polityk nie miał bowiem większości. Premier Mussolini obiecał narodowi polityczną stabilizację, prawo i porządek, dobrobyt oraz reformy socjalne. Ogłosił, że zamierza odbudować Imperium rzymskie. Zaczął rozbudowywać armię, walczyć z mafią. Odnosząc sukcesy, faszyści zyskali ogromne poparcie społeczne.
Na podstawie dekretu z dnia 3 grudnia 1922 roku rząd otrzymał pełnomocnictwo, na mocy którego zreorganizował administrację publiczną, ograniczył funkcję państwa i wydatki. Na skutek dekretu faszyści przeprowadzili szereg prywatyzacji i w 1923 zlikwidowali monopol państwa na ubezpieczenia czy niektóre sektory produkcji. W 1924 sprywatyzowano większość linii telefonicznych, choć przedstawiciele prywatnych firm z tej branży proponowali tworzenie spółek mieszanych, Mussolini narzucił im całkowitą prywatyzację, w efekcie czego zysk państwa z telekomunikacji spadł z 87,4% do 31,1%. Rok później sprywatyzowano największe włoskie przedsiębiorstwo przemysłu maszynowego Ansaldo. Kampania ta była jedną z pierwszych kampanii prywatyzacyjnych na całym świecie.
Było to zgodne ze wcześniejszymi zapowiedziami Mussoliniego, który w swoim pierwszym wystąpieniu jako parlamentarzysta powiedział: „Państwo musi mieć policję, sądownictwo, armię i politykę zagraniczną. Cała reszta, nie wyłączając szkolnictwa średniego, powinna znowu być przedmiotem prywatnej działalności jednostek. Aby ratować państwo, należy znieść państwo kolektywistyczne”. W listopadzie tego samego roku dodał, że sprawiedliwe państwo „nie jest państwem monopolistycznym, państwem biurokratycznym, ale takim, które ogranicza się do funkcji całkowicie niezbędnych”.
W lutym 1923 przywódca powołał do życia Milicję Faszystowską, czyli oficjalne bojówki dla ochrony partii i zwalczania opozycji, a wkrótce również Wielką Radę Faszystowską jako najwyższy organ partii. 30 kwietnia 1924 roku socjalista Giacomo Matteotti wygłosił słynną mowę, w której oskarżył Mussoliniego o fałszerstwa wyborcze, zbrodnie i zażądał unieważnienia wyborów. 10 czerwca został on porwany przez faszystów, a jego zwłoki znaleziono 15 sierpnia. Po zbrodni parlament opuściła większość posłów liberalnych i lewicowych, którzy zapowiedzieli, że nie powrócą do parlamentu, dopóki nie zostaną ukarani mordercy posła. Wystąpienie to znane jest jako secesja awentyńska.
Po wyborach w 1924 i błędzie partii opozycyjnych, które opuściły parlament, Mussolini przejął pełnię władzy. Zalegalizował tę władzę ustawą z 24 grudnia 1925 o uprawnieniach szefa rządu. 7 kwietnia 1926 został ranny w zamachu. Lata 1926–1928 stały się początkiem końca demokracji parlamentarnej. Po rzekomych zamachach na swoje życie przeforsował ustawy specjalne, specjalne kompetencje rządu, delegalizację partii opozycyjnych, powołanie tajnej policji OVRA i zmianę ordynacji wyborczej, w rezultacie czego parlament stał się fikcją, choć dopiero w 1939 został całkowicie zniesiony i zastąpiony tak zwaną Izbą Związków i Korporacji. Na mocy uchwalonych w 1927 roku ustaw o bezpieczeństwie państwa zdelegalizowano całą niefaszystowską prasę i organizacje społeczne.
Mussolini zaostrzył kurs na polu obyczajowym. Zakazał literatury na temat antykoncepcji. W 1926 roku zaostrzył kary za aborcję. Antykoncepcję i aborcję określono mianem zbrodni przeciwko państwu. Zakazano działalności domów publicznych. W 1929 roku po tym, jak reżim podpisał z Kościołem katolickim konkordat (traktaty laterańskie), zaskarbił sobie poparcie i błogosławieństwo Kościoła. Papież Pius XI publicznie uznał dyktatora za „człowieka zesłanego przez Opatrzność”, a dzięki poparciu księży namawiających parafian, aby na niego głosowali, uzyskał w wyborach około 98% głosów. Na mocy traktatów laterańskich Włochy przyznały suwerenność Watykanowi oraz wydały Kościołowi rekompensatę finansową za zajęcie ziem kościelnych w XIX wieku przez liberalny rząd włoski. Podniesiono dotacje stypendialne dla duchownych.
Faszyści, choć początkowo przeprowadzili szeroki program prywatyzacji gospodarki (po prywatyzacjach w niektórych branżach powstał oligopol), od połowy lat 20. zaczęli narzucać korporacjonizm. Miał on zwiększyć kontrolę państwa nad pracownikami i pracodawcami, organizując ich w korporacje. Początkowo przemysłowcy odmówili współpracy. Na mocy kompromisu stworzono osobne korporacje dla pracobiorców i pracodawców. W 1926 ogłoszono tzw. konstytucję dla państwa korporacyjnego. System korporacyjny dopuszczał interwencjonizm gospodarczy, co nie oznacza, że kapitalizm jako taki został zlikwidowany. Szanowano własność prywatną. System korporacyjny rozwinął się i umocnił dopiero w latach 30. W trakcie wielkiego kryzysu faszyści ratowali gospodarkę poprzez organizowanie robót publicznych oraz kupno od banków udziałów w przedsiębiorstwach. W 1934 dekretem powołano 22 korporacje. Każda reprezentowała inną dziedzinę działalności gospodarczej. Korporacje zabiegały o interes swojej branży i administrowały umowami o pracę. W 1936 reprezentantów korporacji dokooptowano do parlamentu. System załamał się po wybuchu II wojny światowej.
We Włoszech czasów faszyzmu znacząco wzrosła produkcja żelaza i stali, wielokrotnie wzrosła produkcja wyrobów tekstylnych, zmodernizowano i zelektryfikowano linie kolejowe, nastąpiły rozwój masowego sportu, opieki socjalnej oraz ogromny wzrost wydatków na służbę zdrowia i szkolnictwo. Włochy odnosiły sukcesy gospodarcze i społeczne, jednocześnie kraj przeobrażał się w państwo totalitarne. Jednak terror nigdy nie przyjął rozmiarów takich jak w Niemczech lub ZSRR. Mussolini chciał uchodzić za polityka rozważnego i umiarkowanego. Propaganda kreowała wizerunek światłego przywódcy Włoch. Filmowany był z dołu, aby wyglądać na wyższego niż w rzeczywistości.

## Polityka zagraniczna i kolonialna przed II wojną światową

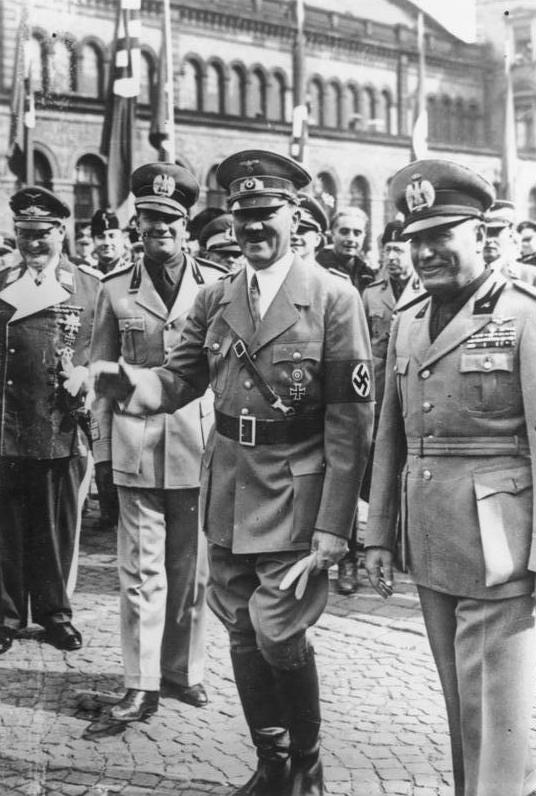
Spotkanie z Adolfem Hitlerem w Monachium, w 1938. W głębi Göring i Ciano

Duce prowadził agresywną politykę zagraniczną. Zaatakował grecką wyspę Korfu, planował wojnę z Jugosławią i Turcją i próbował wywołać w Jugosławii wojnę domową (wspierał macedońskich separatystów i faszystów chorwackich). W 1927 roku uzależnił od siebie Albanię.
Porzucił liberalną politykę kolonialną realizowaną przez rządy przedfaszystowskie i rozpoczął politykę rasistowską, według której Włosi mieli być rasą nadrzędną, a „gorsi” Afrykanie zostali pozbawieni praw. Dążył do osiedlenia w Libii od 10 do 15 milionów Włochów. W efekcie kampanii pacyfikacyjnych obejmujących wywoływanie głodu, dokonywanie masowych mordów i tworzenie obozów koncentracyjnych zginęły tysiące Libijczyków. Z kraju wydalono 100 000 Beduinów, połowę ludności Cyrenajki, na miejsce rdzennej ludności trafić tam mieli włoscy osadnicy.
Objęcie w styczniu 1933 przez Adolfa Hitlera urzędu kanclerza Niemiec Mussolini przyjął z niepokojem. Pierwsze spotkanie obu przywódców miało miejsce 14 kwietnia 1934. Początkowo odnosił się do Hitlera lekceważąco. Wówczas wyrażał się krytycznie o antysemityzmie Hitlera.
W 1935 Włochy dokonały inwazji na Abisynię. W trakcie wojny Włosi dopuścili się szeregu zbrodni, takich jak używanie broni chemicznej (gaz musztardowy i fosgen). Gaz musztardowy zrzucano z samolotów. Na wrogie jednostki i ludność cywilną rozpylano chemikalia. Użycie środków chemicznych zatwierdził sam Mussolini „Rzym, 27 października ’35. A.S.E. Graziani. Użycie gazu jest ultima ratio w celu przezwyciężenia oporu wroga i w wypadku kontrataku jest zatwierdzone. Mussolini”. Zbrodnie te starano się zachować w tajemnicy, lecz zostały one ujawnione światu przez Międzynarodowy Czerwony Krzyż i zagranicznych obserwatorów. Reakcją na informacje o zbrodniach były „omyłkowe” bombardowania (przynajmniej 19 razy) namiotów Czerwonego Krzyża. Rozkazy wydane przez dyktatora względem podbitego narodu były jasne: „Rzym, 5 czerwca 1936. A.S.E. Graziani. Wszyscy rebelianci wzięci do niewoli muszą zostać zabici. Mussolini”. W innych swoich poleceniach dyktator nakazywał przeprowadzenie eksterminacji rebeliantów i całej populacji oraz prowadzenie polityki terroru.
W 1937 roku doszło do nieudanego zamachu na Grazianiego. W odpowiedzi na to Etiopczycy obecni na uroczystościach, w których uczestniczył generał, zostali zabici, a milicja faszystów rozpoczęła masakry w stolicy Etiopii.
Obok represji dla buntowników, Włosi równolegle przeprowadzali reformy, mające podnieść jakość życia w zacofanej Etiopii. Przede wszystkim zostało całkowicie zniesione niewolnictwo w Etiopii na mocy dwóch aktów prawnych z października 1935 r. i kwietnia 1936 r. Uwolniono w ten sposób, jak twierdzili Włosi około 420 000 ludzi. Z drugiej strony, Włosi traktowali kwestię niewolnictwa w Etiopii instrumentalnie. Była ona dla nich pretekstem do propagandowego ukazania Etiopii jako kraju niespełniającego standardów Ligi Narodów z jednej strony. Z drugiej, jednym z pretekstów do inwazji. Wprowadzono podstawowe zasady higieny i opieki zdrowotnej, zbudowano państwowe szpitale i kliniki, rozpoczęto budowę dróg (wybudowano ich do wybuchu wojny ok. 7 tys. kilometrów), oraz rozbudowano sieć kolejową (położono ponad 900 km torów). Zbudowano także blisko 4,5 tys. małych i 128 dużych mostów. W Addis Abebie przeprowadzono częściową elektryfikację i wzniesiono tamę w celu zwiększenia zapasów wody. Zakazane było jednak mieszanie ras, co doprowadziło do ich segregacji i powstania dzielnic dla białej i czarnej ludności.
Po zwycięskim dla Włoch zakończeniu wojny Benito Mussolini ogłosił powstanie Drugiego Imperium Rzymskiego. Kolejnym konfliktem, w który zaangażowały się Włochy była hiszpańska wojna domowa, gdzie Włoski Korpus Ekspedycyjny został wysłany do pomocy generałowi Franco. W tym czasie nastąpiło zbliżenie z III Rzeszą. W 1936 podpisano układ o przyjaźni. Wtedy to Mussolini po raz pierwszy użył terminu Oś. Jego rozszerzeniem było podpisanie paktu sojuszniczego, nazwanego przez duce stalowym 22 maja 1939. Ukoronowaniem tej polityki było przystąpienie Włoch do II wojny światowej po stronie hitlerowskich Niemiec w czerwcu 1940. Po dojściu Hitlera do władzy Mussolini początkowo odnosił się do niego niechętnie, lecz w końcu zdecydował się nawiązać ścisłą współpracę z Niemcami, przypieczętowaną przystąpieniem Włoch do paktu antykominternowskiego w listopadzie 1936, a następnie zawarciem paktu stalowego w maju 1939 i Paktu Trzech we wrześniu 1940.
Mussolini początkowo był przeciwny włączeniu Austrii do III Rzeszy, jednak ostatecznie zaakceptował wkroczenie wojsk niemieckich w marcu 1938 do Austrii i Anschluss Austrii. Zmiana jego stanowiska wynikła z faktu, iż po napaści Włoch na Etiopię (wojna włosko-abisyńska) zachodnie demokracje potępiły Włochy. Mussolini był izolowany na forum międzynarodowym i w następstwie tego faktu zaczął zbliżać się do Hitlera, a następnie coraz bardziej poddawał się jego wpływowi. Zazdrościł Hitlerowi zdobyczy terytorialnych i uderzył na Albanię. Do końca sierpnia 1939 nie mógł zdecydować się, jakie zająć stanowisko wobec niemieckich planów podboju Polski.

## II wojna światowa

### Początek wojny

#### Przystąpienie Włoch do wojny

Przemówienia Mussoliniego charakteryzowały żywa gestykulacja i mimika

W sierpniu 1939 roku Mussolini ostatecznie odmówił Hitlerowi przystąpienia do wspólnej wojny przeciwko Polsce z powodu braku gotowości włoskich wojsk, co spowodowało, że Królestwo Włoch nie brało wówczas czynnego udziału w II wojnie światowej, ani nie wspierało III Rzeszy przez dziewięć miesięcy do momentu przystąpienia do wojny.
Kiedy Niemcy 6 listopada 1939 dokonali aresztowania 183 profesorów Uniwersytetu Jagiellońskiego w Krakowie Benito Mussolini interweniował u Hitlera przeciwko tej akcji, dzięki czemu Niemcy zwolnili 101 osób.
Dopiero 10 czerwca 1940 Benito Mussolini, w imieniu Królestwa Włoch, wypowiedział wojnę Francji i Wielkiej Brytanii. Decyzja duce była podyktowana głównie chęcią uczestniczenia w powojennych rokowaniach pokojowych i uzyskania dla Włoch wymiernych korzyści – widząc upadek Francji i niemoc Brytyjczyków liczył na łatwe zwycięstwo. Mussolini wygłosił przemówienie, którego słuchały tysiące Włochów zgromadzonych na placach we włoskich miastach i miasteczkach.
Na polecenie Mussoliniego nieprzygotowane oddziały na północy podjęły ofensywę w Alpach skierowaną przeciwko Francuzom, jednak po przebyciu kilkunastu kilometrów natarcie zatrzymało się. 11 czerwca włoskie lotnictwo zbombardowało Maltę, tego samego dnia RAF dokonał nalotu na Turyn. Przez kilkanaście kolejnych dni armia włoska w Alpach posunęła się tylko o kilka kilometrów, a na Morzu Śródziemnym floty włoska i brytyjska toczyły małe potyczki. Wkrótce Mussolini udał się na front alpejski, gdzie wizytował oddziały włoskiej armii.
22 czerwca Francja skapitulowała przed Niemcami, Mussolini zagroził jednak, że podobny układ ma zostać podpisany z Włochami, inaczej walki nadal będą trwać. Ostatecznie 24 czerwca Francuzi podpisali rozejm z Włochami w Rzymie. Włosi uzyskali jedynie przygraniczne gminy w Alpach, ale razem z Niceą.

#### Niepowodzenia Włoch
Wojna zakończyła się dla Włoch klęską. Nieudane ataki na Egipt i Grecję zmusiły duce do proszenia o pomoc Hitlera. Ostatecznie Grecję i Jugosławię zajęto, siły Osi przeprowadziły też kontrofensywę w Afryce. W 1941 po ataku Niemiec na ZSRR Mussolini podjął decyzję o wysłaniu na front wschodni 250 tysięcy Włochów. Jednak z biegiem czasu alianci zajmowali włoskie tereny. W 1941 zajęto Włoską Afrykę Wschodnią, w 1942 pokonali siły Osi pod El Alamein i do kwietnia 1943 włoska kolonia Libia znalazła się pod kontrolą aliantów, a w maju 1943 siły Osi poddały się w Tunezji. Na przełomie 1942 i 1943 w czasie bitwy o Stalingrad zniszczono praktycznie całą włoską armię znajdującą się w Związku Socjalistycznych Republik Radzieckich.

#### Włoskie obozy koncentracyjne
1 września 1938 r. Rada Ministrów Królestwa Włoch zatwierdziła dekret, który rozpoczął prześladowania osób o pochodzeniu żydowskim w Italii. Arturo Bocchini, szef policji, został poinformowany 26 maja 1940 r., że Mussolini życzy sobie utworzenia obozów koncentracyjnych dla Żydów. 15 czerwca 1940 r., pięć dni po przystąpieniu Włoch do wojny po stronie Hitlera, prefekci Królestwa oraz kwestor Rzymu otrzymali rozkaz przeprowadzenia akcji rozstrzeliwania, aresztowania i wysyłania Żydów do obozów koncentracyjnych. Największy włoski obóz koncentracyjny, Ferramonti di Tarsia w Kalabrii, został założony w 1940 r. (pierwszy transport więźniów dotarł tam 20 czerwca) i działał do 10 września 1943 r., kiedy został rozwiązany (14 września przybyły wojska brytyjskie z Sycylii).

### Pomoc od III Rzeszy, polityka okupacyjna

#### Odsunięcie od rządów, aresztowanie i odbicie
Niepowodzenia włoskie na froncie, w tym klęska w wojnie z Grecją i utrata kolonii w Afryce, doprowadziły do podważenia jego pozycji politycznej. Po lądowaniu aliantów na Sycylii (operacja Husky) autorytet Mussoliniego całkowicie upadł. 25 lipca 1943, po raz pierwszy od czasu wypowiedzenia wojny aliantom, zebrała się Wielka Rada Faszystowska. Miano przedyskutować bieżącą, niekorzystną sytuację i podjąć kroki zaradcze. Nieoczekiwanie nawet dla aliantów, z inicjatywy jej przewodniczącego Dino Grandiego Rada postanowiła usunąć Mussoliniego ze stanowiska premiera. Czując się zagrożony, Mussolini udał się do króla, prosząc o wsparcie, ten jednak odmówił, a zaraz potem kazał strażnikom aresztować duce. W konsekwencji został on zdymisjonowany ze stanowiska premiera przez Wielką Radę Faszystowską i aresztowany. Na czele nowego rządu stanął Pietro Badoglio. 8 września ogłoszono zawieszenie broni między aliantami a Królestwem Włoch.
Włosi ukryli Mussoliniego. Niemcy musieli czekać, aż ich wywiad ustali miejsce uwięzienia dyktatora. Często przewożono go w różne miejsca, co wynikało z obawy, że Niemcy zechcą go uwolnić. Po wykryciu pobytu Mussoliniego w hotelu Albergo-Rifugio, w ośrodku narciarskim Campo Imperiale na szczycie Gran Sasso, został odbity przez niemieckich żołnierzy 12 września 1943 o godzinie 14.00. Akcją dowodził generał Kurt Student, a w ataku brało udział 70 spadochroniarzy i komandosów pod dowództwem Haralda Morsa oraz Otto Skorzenego.
Po uwolnieniu Mussolini stanął na czele rządu zorganizowanej pod patronatem niemieckim Włoskiej Republiki Socjalnej, tak zwanej Republiki Saló.

Bandera wojenna Republiki Salō

### Włoska Republika Socjalna
Z Hitlerem utworzył na okupowanych przez Niemców terytoriach Włoch Włoską Republikę Socjalną. 13 października rząd Badoglia wypowiedział Niemcom wojnę.
W marionetkowym państwie Mussolini otoczył się ostatnimi zwolennikami, utworzył z resztek wiernych mu oddziałów Guardia Nazionale Repubblicana i Czarne Brygady. Specjalny Trybunał osądził w Weronie w styczniu 1944 też tych, którzy w lipcu 1943 głosowali za odsunięciem Mussoliniego od władzy. Większość skazano na karę śmierci, w tym zięcia duce, Galeazzo Ciano. Jednak sprzeciw większości ludności wobec niemieckiej okupacji doprowadził do powstania ruchu oporu i wybuchu na terenie Włoskiej Republiki Socjalnej wojny domowej.

## Śmierć
W ostatnich dniach kwietnia 1945 Mussolini postanowił uciec przed aliantami do Szwajcarii. Tuż przed zajęciem Mediolanu przez aliantów wywiązały się walki w tym mieście między włoskim ruchem oporu a niemieckimi siłami w mieście. 25 kwietnia Mussolini wygłosił więc ostatnie przemówienie w mediolańskim Teatro Lirico. Nawet wówczas dyktator przyciągnął tłumy, które oklaskiwały go i krzyczały pozdrowienia na jego cześć.
Tego samego dnia Mussolini ukrył się w niemieckim transporcie, który miał go przewieźć przez granicę włosko-niemiecką do Austrii. Stamtąd dyktator miał uciec do Szwajcarii. Transport dotarł do Como, a następnie 26 kwietnia skierował się w stronę granicy. 27 kwietnia w miejscowości Menaggio do grupy dołączył transport włoskich faszystów z Mediolanu, na którego czele stał Alessandro Pavolini. Po południu konwój został zatrzymany przez oddział komunistycznych partyzantów niedaleko miejscowości Dongo. Niemcy, niestawiający oporu, zostali zapewnieni, że zostaną puszczeni dalej, jednak partyzanci poinformowali, że zatrzymają wszystkich Włochów. Mussolini, mimo przebrania w niemiecki mundur, został rozpoznany i zatrzymany. Wraz z nim zatrzymano wszystkich faszystów, a później także jego kochankę Clarę Petacci. Zostali oni przetransportowani do miejscowości Mezzegra, gdzie ostatnią noc spędzili w domku lokalnej rodziny.

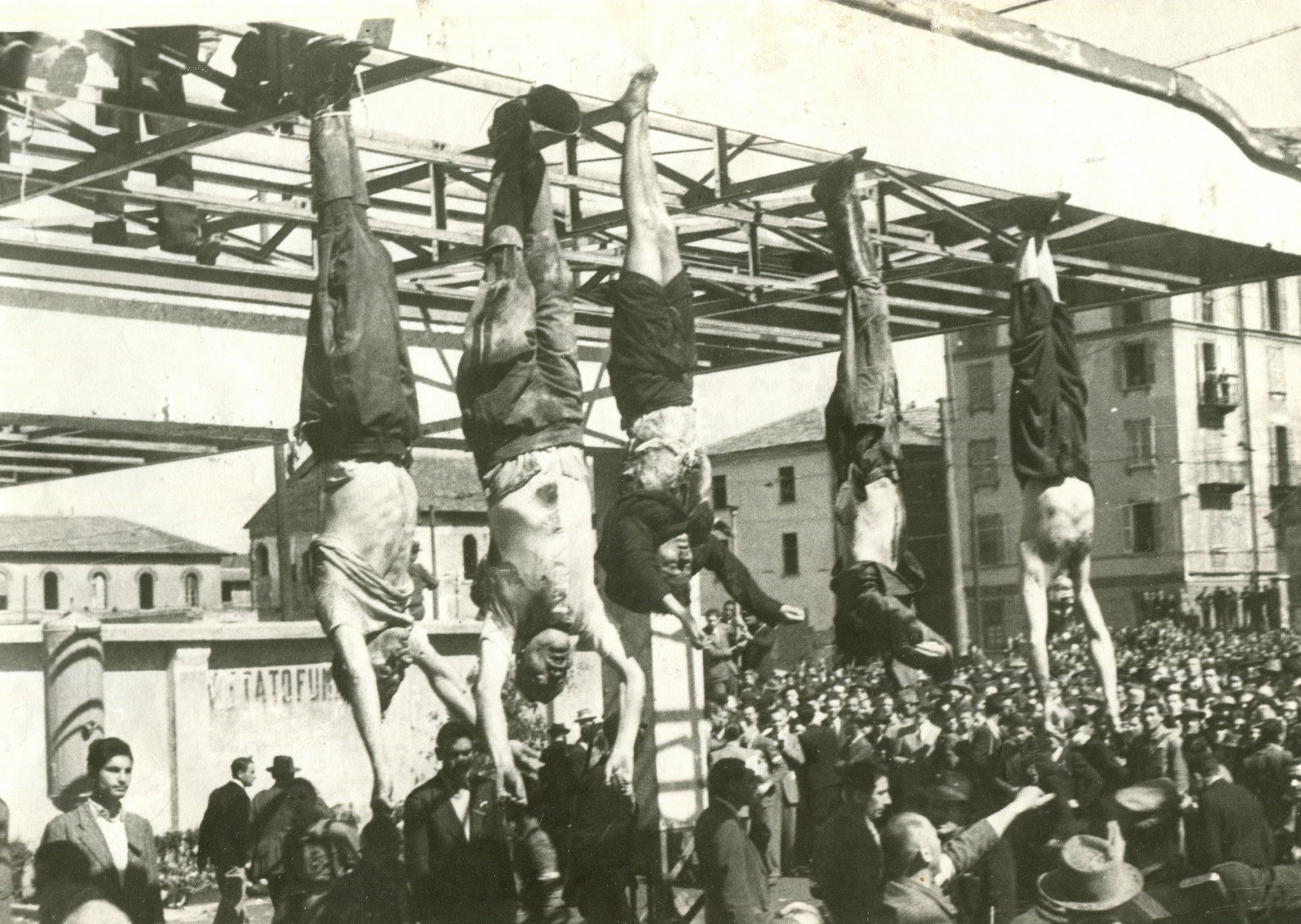
Zbezczeszczone ciała faszystów, powieszone na stacji benzynowej (drugi od lewej Mussolini, trzecia Clara Petacci), 29 kwietnia 1945

Według oficjalnej wersji 28 kwietnia do Mezzegry przybył Pułkownik Valerio, czyli Walter Audisio. Audisio, przywódca komunistycznych partyzantów, miał zostać upoważniony przez Komitet Wyzwolenia Narodowego do egzekucji Mussoliniego. Na podstawie spisu zatrzymanych z transportu utworzył listę 15 osób przeznaczonych do likwidacji poprzez rozstrzelanie. Sam oświadczył Mussoliniemu i Petacci, że przyjechał ich uratować. W rzeczywistości wywiózł ich do małej miejscowości Giulino di Mezzegra i przed egzekucją oświadczył, cyt. Z polecenia kwatery głównej Korpusu Ochotników na rzecz Wolności mam za zadanie zwrócić sprawiedliwość ludowi Włoch. Na jego rozkaz pluton egzekucyjny rozstrzelał Mussoliniego i jego kochankę. Valerio wrócił do Dongo, gdzie przetrzymywano resztę osób z listy. Wszystkie zostały wkrótce rozstrzelane, a ich ciała 29 kwietnia furgonetką przewieziono do Mediolanu. Po drastycznej reakcji tłumu zbezczeszczone ciała faszystów zostały powieszone głowami w dół na stacji benzynowej na Piazzale Loreto. Partyzanci tym samym chcieli dać dowód, że Benito Mussolini i jego poplecznicy nie żyją. Jednocześnie było to ostrzeżenie dla resztek faszystów stawiających opór i zemsta za wieszanie członków ruchu oporu na tym samym placu. Po otrzymaniu informacji o śmierci Mussoliniego, Winston Churchill skwitował koniec faszystowskiego przywódcy słowami: „Ha! Nie żyje ta krwawa bestia!”.

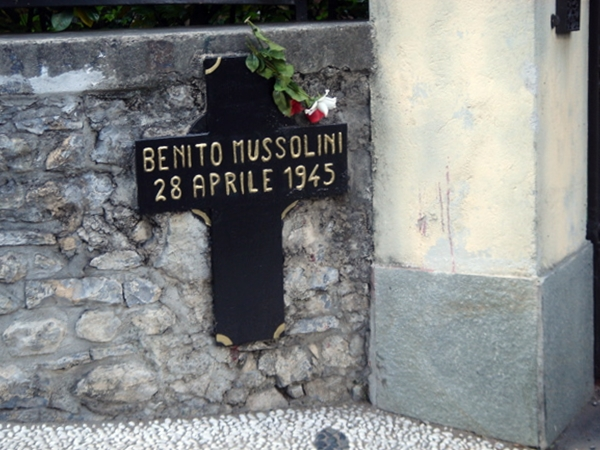
Krzyż w Giulino di Mezzegra, w miejscu rozstrzelania Benita Mussoliniego

Po wkroczeniu aliantów do Mediolanu ciało Benita Mussoliniego zostało zdjęte i pochowane w nieoznaczonym grobie na mediolańskim cmentarzu. Na konsekwentne stanowisko żony, zwłoki zostały ostatecznie zwrócone 30 sierpnia 1957 i pochowane w miejscu urodzin Mussoliniego, w rodzinnej krypcie w Predappio.

## Spuścizna
Narodowa Partia Faszystowska jest jedyną partią, której działalność jest zakazana w konstytucji Włoch.

## Poglądy na temat religii i innych nacji
W przemówieniu z 20 września 1920 roku w kontekście sporu z Jugosławią nazwał Słowian barbarzyńcami. W okresie rządów niemal całkowicie zniszczył wszystkie słowiańskie organizacje kulturowe. Prowadził politykę italianizacji. W rejonie Lublany (Słowenia) przeprowadził deportację 25 tys. osób, czyli 7,5% ogółu populacji, deportowani Słoweńcy trafili do obozów koncentracyjnych na wyspie Rab, w Gonars, Monigo, Renicci d’Anghiari, Chiesanuova i innych.
W jego wypowiedziach pojawiał się antysemityzm. W 1919 roku stwierdził, że rewolucję rosyjską zorganizowali żydowscy bankierzy z Nowego Jorku i Londynu, a 80% przywódców RSFRR jest Żydami. W 1934 roku zorganizował Faszystowski Kongres Międzynarodowy, na którym stwierdzono, iż Żydzi m.in. uprawiają okultyzm, próbują doprowadzić do rewolucji międzynarodowej, zwalczają idee patriotyczne i cywilizację chrześcijańską. W latach 30. wprowadził antysemickie prawo będące kopią prawa nazistowskiego. W istocie jednak sam Mussolini zarządzeń tych nie traktował poważnie.
Uważał Włochów za przedstawicieli ras aryjskiej i śródziemnomorskiej. Był zaniepokojony niższym wskaźnikiem urodzeń białych na świecie, uważał, że trend ten zatrzymać może eugenika.
Początkowo Mussolini zmierzał w stronę ateizmu. Jako autor prac pt. Nie ma Boga i Metresy kardynała jeszcze w 1920 roku drwił z dogmatów religijnych, a ludzi pobożnych traktował jak chorych. Atakował przy tym także kler, nazywając księży „czarnymi mikrobami, czyniącymi równie wiele szkód jak prątki gruźlicy”. Zmiana w jego postawie nastąpiła w 1921 roku. Od tego czasu o papiestwie i religii katolickiej wypowiadał się tylko w superlatywach. W 1922 stwierdził, że katolicyzm stanowi wielką potęgę duchową i moralną, zaś o Nowym Testamencie wypowiedział się: Oto najmądrzejsza książka, jaką znam. Takie postępowanie nie pozostało nie zauważone przez duchowieństwo. Kardynał Achille Ratti przyszły papież powiedział o nim, „Mussolini to wspaniały człowiek”. Po dojściu do władzy Mussolini wprowadził naukę religii do szkół, a w klasach polecił zawiesić krzyże. Nakazał zwrócić skonfiskowane dobra Kościołowi i przyczynił się do uratowania od bankructwa Banko di Roma, któremu Kuria i wielu duchownych powierzyło swoje oszczędności.

## Życie prywatne i rodzina
W 1915 Benito Mussolini ożenił się ze swoją konkubiną Rachele Guidi (w 1925 wzięli ślub kościelny), którą poznał w 1910. Miał z nią w sumie pięcioro dzieci: Eddę (1910–1995), Vittoria (1916–1997), Bruna (1918–1941), Romana (1927–2006) i Annę Marię (1929–1968). Edda została w 1930 żoną późniejszego ministra spraw zagranicznych Włoch – Galeazza Ciano. Vittorio został producentem filmowym. Bruno był pilotem i zginął w wypadku lotniczym podczas testowania samolotu bombowego Piaggio P.108 w 1941. Romano zyskał sławę jako pianista, mimo że przez jakiś czas występował jako Romano Full. Napisał także książkę Mój ojciec, Duce.
Przez ślub Romana z Anną Marią Scicolone z rodziną Mussolinich jest powiązana Sophia Loren, będąca jej siostrą. Jedna z ich dwóch córek, Alessandra, w latach 2004–2008, 2014–2019 oraz od 2022 jest deputowaną w Parlamencie Europejskim z ramienia Akcji Socjalnej, włoskiego ugrupowania prawicowego.
W 2000 włoski dziennikarz Marco Zeni opublikował dwie książki, gdzie ujawnił, że zanim Mussolini związał się na stałe z Rachele Guidi, w 1914 w Mediolanie wziął ślub z Idą Dalser, która rok później urodziła mu syna – Benita Albiniego. Mussolini uznał syna, ale po jego dojściu do władzy, prawdopodobnie, aby nie wyszła na jaw jego możliwa bigamia, tajna policja uniemożliwiła jego kontakty z Idą Dalser i ich synem (oboje zostali internowani, choć nie w tym samym czasie). Na polecenie Mussoliniego Dalser trafiła do zamkniętego zakładu psychiatrycznego na weneckiej wyspie San Clemente, gdzie zmarła w 1937, natomiast Benito Albini zmarł w 1942 w Mediolanie. Mimo że nie zachowały się żadne dokumenty cywilne lub kościelne świadczące o jej ślubie z przyszłym duce, to w mediolańskich archiwach znajdują się akta potwierdzające, że otrzymywała od państwa zapomogę przysługującą jej za powołanie męża do wojska, i to ona, a nie Rachele Guidi, dostała wiadomość o zranieniu Mussoliniego przez odłamki z moździerza.
W trakcie sprawowania władzy Mussolini miał wiele kochanek, z których najbardziej znane to Margherita Sarfatti i Clara Petacci.
Mussolini lubił pilotować samoloty.

## Odznaczenia
- Krzyż Wielki Orderu Sabaudzkiego Wojskowego (1936)[126]
- Order Orła Białego – Polska (1923)[127]
- Order Krzyża Pogoni I klasy z mieczami – Litwa (1927)[128]
- Order Serafinów – Szwecja (1930)[129]
- Łańcuch Orderu Złotej Ostrogi – Stolica Apostolska (1932)[130])
- Krzyż Wielki I Klasy z Orłem Orderu Zasługi – Austria (1936)[131]
- Wielki Kawaler Orderu Imperialnego Czerwonych Strzał – Hiszpania (1937)[132]
- Miecze Hallerowskie – Polska (1925)[133]
- Honorowe obywatelstwo Turynu (przyznane w 1924, odebrane w 2014)[134]

## Polskie przekłady
- „Mowy” Lwów bez daty tłum. Edwin Jędrkiewicz
- „Doktryna faszyzmu” Lwów 1935 tłum. Stanisław Gniadek
- „Świadectwa cudzoziemców o włoskiej wojnie 1915-1918; wstęp do książki gen C.A. Adrianio Alberti” Rzym bez daty
- „Wartości Ducha: Myśli wyjęte z pism i przymówień Benita Mussoliniego” Katowice bez daty
- „Nieprawdopodobne, ale dozwolone” Warszawa bez daty tłum. Zuzanna Rabska
- „Rzym starożytny na morzu” Warszawa 1928 tłum. Franciszka Szyfmanówna
- „Mowy Mussoliniego” Warszawa 1927 tłum Władysław Jabłonowski
- „Kochanka Kardynała” Warszawa bez daty tłum. Adam Michalski
- „Pamiętnik z czasów wojny” Poznań bez daty tłum. Józef Birkenmajer

Wszystkie jego utwory objęte zostały w 1951 roku zapisem cenzury w Polsce i podlegały natychmiastowemu wycofaniu z bibliotek.